# Michael Shine
Michael Lyle "Mike" Shine, född 19 september 1953 i Youngsville i Pennsylvania, är en amerikansk friidrottare inom häcklöpning.
Han tog OS-silver på 400 meter häck vid friidrottstävlingarna 1976 i Montréal. 